# Тарпорлійський вазописець

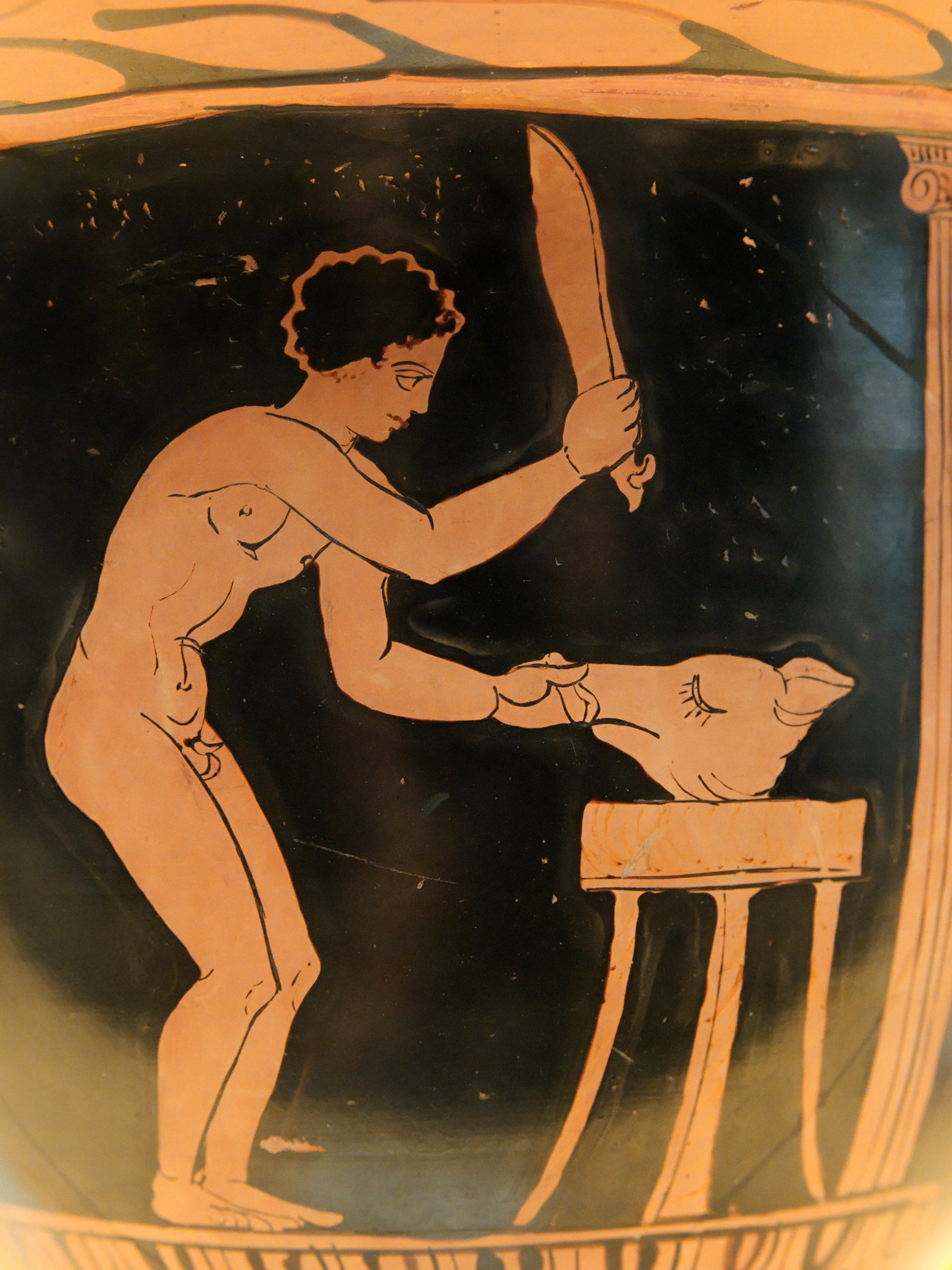
Юнак із головою свині після жертвопринесення, дзвоноподібний кратер, Тарпорлійський вазописець, Національний археологічний музей Іспанії

Тарпорлійський вазописець — анонімний давньогрецький вазописець, працював у техніці червонофігурного вазопису в Апулії. Його роботи датуються першою чвертю IV століття до нашої ери. Тарпорлійський вазописець — перший вазописець, що зобразив фліаків на вазі.
Тарпорлійський вазописець — найважливіший представником своєї епохи, так званого, про так звану «простого стилю». Вважається, що він був учнем і наступником Вазописця Сізіфа, про що свідчать його елегантні фігури жінок та юнаків, із тонкими кінцівками та урочистим виразом обличчя. Голова фігур часто овальна і схиляйтеся вперед. Втім одяг Тарпорлійський вазописець малював у стилі менш збалансованому, ніж Вазописець Сізіфа. Простір між фігурами Тарпорлійський вазописець часто наповняв квітами, гілками або лозою. З часом, його стиль малювання стає гнучкішим, але менш точним.
Серед його робіт зустрічаються здебільшого дзвоноподібні кратери, на яких він зображуються теми Діоніса і театральні сцени. Тарпорлійський вазописець першим створив, так звані, вази фліаків, вазопис яких супроводжувався написом метричних віршів. Міфологічні сцени зустрічаються дуже рідко
Дослідники вважають, що із Тарполійським вазописцем тісно пов'язані Вазописець Долона, Вазописець Шиллера, Вазописець Хоппіна, Вазописець Карлсруе B9 та Діжонський вазописець.